# 바우케리아
바우케리아(Vaucheria)는 황록조류에 속하는 식물이다. 몸은 관 모양으로 머리카락처럼 가늘지만 불규칙하게 가지가 나뉘어 발생하므로 전체적으로는 매트를 깔아놓은 것과 같은 모양을 이룬다. 몸에는 세포벽의 칸막이가 없으므로 이러한 매트 모양의 부분은 모두 하나의 세포로 되어 있다. 몸의 내부에는 세포벽의 안쪽을 따라서 많은 원반 모양의 녹색 색소체와 핵이 존재한다. 대부분이 민물에 사는데, 특히 개울의 바닥이나 온실의 축축한 흙에서 사는 것이 많다. 풍선말은 색소체가 녹색이기 때문에 예전에는 녹조식물로 분류되기도 했으나, 세포 속에 생기는 유주자가 길고 짧은 2개의 편모를 가진 점과 동화 색소에 엽록소 B가 없는 점, 동화 저장 물질이 크리소라미나란이라는 점이 중요시되어 황록색조강으로 다루게 되었다. 또한 바우케리아도 마찬가지로 녹조식물에 포함되기도 하였으나, 정자에 길고 짧은 2개의 편모가 나 있는 점과 동화 색소에 엽록소 B가 없는 점, 동화 저장 물질로 녹말이 없는 점 등으로 인해 위의 강으로 다루게 되었다.

## 일부 종
- Vaucheria disperma
- Vaucheria litorea